# Antônio Roberto Cavuto
Dom Frei Antônio Roberto Cavuto, O.F.M.Cap. (Espírito Santo do Pinhal, 19 de maio de 1944) é um bispo católico brasileiro da Diocese de Itapipoca.

## Biografia
Filho de Antônio Cavuto e Rosália de Oliveira. Ingressou no Seminário Menor dos Frades Capuchinhos, em Ouro Fino no ano de 1959; posteriormente no Noviciado em 1961 e emitiu os primeiros votos em 1962. Cursou a faculdade de Filosofia no Convento de Itambacuri, de 1962 a 1965; e a faculdade de Teologia no Instituto de Filosofia e Teologia de Belo Horizonte, de 1966 a 1969. No dia 24 de janeiro de 1971, em Espírito Santo do Pinhal, foi ordenado sacerdote.
Durante o seu ministério presbiteral exerceu diversas atividades: em 1972, foi vigário paroquial e vice-diretor dos postulantes, em Uberaba; participou do Curso de Franciscanismo em Petrópolis, em 1973; foi vice-mestre de noviços, em Belo Horizonte, em 1974 foi mestre, a partir de 1975, sendo, também, guardião do Convento Nossa Senhora do Rosário de Pompéia. 
Em 1977 foi eleito Vice-Provincial da Vice-Província dos Capuchinhos de Minas Gerais. Sendo criada, em 1980, a Província dos Capuchinhos de Minas Gerais, foi eleito Ministro Provincial, sendo reeleito em 1983; foi guardião e pároco em Patos de Minas, de 1987 a 1993; nos anos de 1994 e 1995 foi diretor dos Formandos do Pós-Noviciado, em Belo Horizonte; assumiu o serviço de guardião e pároco no Convento e Paróquia Nossa Senhora do Rosário de Pompéia nos anos de 1996 a 2001, sendo também Definidor Provincial e Vigário Forâneo.
De 2002 a 2004 foi guardião, vigário paroquial, pároco e membro do Conselho Presbiteral em Uberlândia. Em 2005 foi transferido para Belo Horizonte, onde estava exercendo as funções de Vice-Provincial dos Capuchinhos de Minas Gerais; foi pároco, vigário da Fraternidade, vice-diretor dos Formandos do Pós-Noviciado, Assistente da Ordem Franciscana Secular e Vigário Forâneo.
No dia 25 de maio de 2005 o Papa Bento XVI o nomeou bispo da Diocese de Itapipoca. Foi ordenado bispo no dia 2 de julho do mesmo ano, em Belo Horizonte, pelo Cardeal Dom Serafim Fernandes de Araújo, Arcebispo Emérito de Belo Horizonte.
Teve sua renúncia aceita pelo Papa Francisco, por limite de idade, em 7 de outubro de 2020.